# マシコタツロウのプリプロルーム
マシコタツロウのプリプロルームは、茨城放送（現在のLuckyFM茨城放送）で2003年3月31日から2008年9月29日まで放送していたラジオ番組である。「プリプロルーム」は俗に「音楽を作ったり、デモテープを録音する部屋」という意味である。出演者は茨城県常陸太田市出身のシンガーソングライターで、人気アーティストにも楽曲提供したことがあるマシコタツロウが務めた（マシコ不在時は、同じ事務所に所属している人が担当したこともあった）。

## 番組概要
オープニングの後、1曲紹介した後に今夜のテーマを発表した（テーマは前週の木曜日頃から番宣CMで流れている）。その後マシコが身の回りで起こった出来事を話した後、ピックアップ曲を1曲流した後にメール紹介の時間となる。前半のメールを紹介した後にタツロウ音泉を挟み、後半のメール紹介へと移る。なお、電話を繋ぐのを希望すれば、電話を繋いでリスナーと話をすることもあった。ちなみに、このスタイルは2003年10月以降で、初期の半年は番組終了時点とは変わったスタイルであった。番組初期は収録の回が多く、一時期ではあったが、週替わりで女性アシスタントが登場したこともあった。

## 放送時間
いずれも月曜日である。
- 2003年3月31日 - 9月29日　21:30 - 22:00
- 2003年10月6日 - 2004年9月20日　21:00 - 21:50
- 2004年9月27日 - 2008年9月29日　20:00 - 20:50

なお、ナイターオフ期はニッポン放送の『ショウアップナイターストライク!』を同時ネットしていたが、2004年まで月曜のみ20:00で飛び降りていた。これはこの番組にスポンサーが付いている関係である（2001年 - 2003年の『THE MUSIC PLANETS』も同様にスポンサーがついていたため、ナイターオフ期はニッポン放送の番組を月曜のみ20時で飛び降りていた）。2005年のオフ期以降は「ショウアップナイターストライク!」→「ショウアップナイターネクスト」の終了時刻が20:00となったため、飛び降りは無くなっている。

## マシコタツロウの"真,,プリプロルーム
2011年10月16日から2014年9月28日まで、隔週日曜22:00 - 22:30に（もう隔週は『えこのはなうたのススメ』）、表題のタイトルで放送した。
| 茨城放送 月曜21:30枠                                                                       | 茨城放送 月曜21:30枠           | 茨城放送 月曜21:30枠                      |
| 前番組                                                                                     | 番組名                         | 次番組                                    |
| ------------------------------------------------------------------------------------------ | ------------------------------ | ----------------------------------------- |
| さだまさしのセイ!ヤング21 （21:00 - 21:50）                                                | マシコタツロウのプリプロルーム | マシコタツロウのプリプロルーム （枠拡大） |
| 茨城放送 月曜21:00枠                                                                       |                                |                                           |
| 水谷優子のアニメ探偵団2                                                                    | マシコタツロウのプリプロルーム | 岡ゆう子と共に                            |
| 茨城放送 月曜20:00枠                                                                       |                                |                                           |
| 南かなこの歌めぐり風だより （20:00 - 20:30）どーんとこい!あなた任せデス! （20:30 - 21:00） | マシコタツロウのプリプロルーム | -                                         |